# Trenholm Point
Trenholm Point är en istäckt udde i Antarktis. Den ligger i Västantarktis, 15 km nordväst om Elderd Point vid kusten av Marie Byrds land. Inget land gör anspråk på området. Udden är utmärkt av United States Geological Survey (USGS) genom studier och fotografier av USA:s flotta 1959–1965. Udden är namngiven av Advisory Committee on Antartic Names (US-ACAN) efter William L. Trenholm, en glaciolog stationerad vid Byrd Station under tre sommarsäsonger mellan 1967 och 1970. 
Terrängen inåt land är platt åt nordost, men söderut är den kuperad. Trakten är obefolkad. Det finns inga samhällen i närheten.